# Ant Clemons
Ant Clemons, pseudonimo di Anthony Clemons (Willingboro, 26 settembre 1993), è un cantautore, rapper e paroliere statunitense.
Diventato noto dopo aver scritto per Kanye West nel brano All Mine, ha successivamente lavorato con moltissimi altri artisti come Beyoncé, Justin Timberlake, Timbaland, Childish Gambino e Camila Cabello. Nel 2020 ha pubblicato il suo album di debutto Happy 2 Be Here.

## Biografia
Clemons ha iniziato ad esibirsi all'età di 4 anni, imitando Michael Jackson durante varie feste di compleanno. Negli anni della formazione scolastica, Clemons ha continuato ad esibirsi entrando a far parte di più cori ed intrattenendo parenti e amici durante le feste, occasioni in cui si esibiva spesso insieme alle sue sorelle Ashley e Amber. Nel 2009, mentre i suoi genitori stavano divorziando, Clemons ha sviluppato per la prima volta un interesse nella scrittura dei brani, iniziando successivamente anche a produrre attraverso l'utilizzo di appositi programmi. Conclusa la formazione scolastica, Anthony Clemons si è iscritto all'università Rowan College at Burlington County, ma ha tuttavia lasciato gli studi dopo un unico semestre.

## Carriera

### Come autore
A partire dal 2016, Clemons ha iniziato come autore, viaggiando ogni qual volta fosse possibile da Filadelfia a Los Angeles per poter lavorare con produttori e tornando a Filadelfia solo quando finiva i soldi e aveva bisogno di lavorare in maniera differente per poter finanziare la propria passione. Ad un certo punto ha iniziato a farsi ospitare da un amico e collega, scrivendo per lui un brano al giorno invece di pagare l'affitto. Proprio in questo periodo co-scrive il brano Drip, interpretato da Luke James. Nel gennaio 2018 incontra il produttore Bongo ByTheWay, con cui nasce un forte sodalizio artistico e grazie al quale fa la conoscenza del cantante Jeremih. I due incidono la demo del brano All Mine, che consegnano proprio a Jeremih: questi fa ascoltare il brano al celebre rapper Kanye West, che decise di inciderlo e inserirlo nel suo album Ye. West lo coinvolge successivamente nella scrittura di brani per l'album di Teyana Taylor K.T.S.E.
Lavora poi di nuovo con West scrivendo 3 canzoni per il successivo album Jesus Is King: durante la realizzazione di questo disco entra a far parte del gruppo vocale Sunday Service Choir, che viene accreditato in qualità di featured artist per l'intero progetto. Nel 2019 scrive per Beyoncé il brano Mood 4 Eva, incluso nell'album The Lion King: The Gift, oltre a scrivere brani per numerosi altri artisti come G-Eazy e French Montana. Nel 2020 scrive numerosi brani, tra cui My Oh My di Camila Cabello e DaBaby, che raggiunge la numero 12 nella Billboard Hot 100. Nel 2022 riceve una nomina ai Grammy Award nella categoria "miglior canzone R&B" per il suo ruolo di coautore nel brano di H.E.R. Damage.

### Come interprete
Dopo il successo ottenuto come autore, nel 2019 debutta pubblicando i singoli 4 Letter Word con Timbaland e Excited con Ty Dolla Sign. Sempre nel 2019 entra a far parte del gruppo Sunday Service Choir in qualità di cantante solista. Nel 2020 pubblica il suo album di debutto Happy 2 Be Here, che include i due singoli già citati ed il terzo estratto Beep. Sempre nel 2020 pubblica altri due singoli, non inclusi nell'album: Freak da solista e Better Days in duetto con Justin Timberlake. Quest'ultimo brano viene cantato dai due interpreti durante la cerimonia di insediamento del 46º presidente degli Stati Uniti Joe Biden. Nel 2021 collabora con Kehlani nel singolo Section.

## Stile e influenze
Ant Clemons è cresciuto ascoltando artisti come Michael Jackson, The Notorius B.I.G. e Stevie Wonder.

## Discografia

### Solista

#### Album
- 2020 – Happy 2 Be Here

#### Singoli
- 2019 – 4 Letter Word (feat. Timbaland)
- 2019 – Excited (feat. Ty Dolla Sign)
- 2020 – Beep
- 2020 – Freak
- 2020 – Better Days (con Justin Timberlake)
- 2021 – Section

### Brani scritti per altri artisti
- 2017 – Drip di Luke James
- 2018 – All Mine di Kanye West e Ty Dolla Sign
- 2018 – 13th Amendament di Kash Doll
- 2019 – Bad Idea di Cordae, Chance the Rapper, SiR
- 2019 – Good Enough di Jim-E Stack
- 2019 – Mood 4 Eva di Beyoncé
- 2019 – Full Time Cappers di G-Eazy, French Montana, Moneybagg Yo
- 2019 – Selah di Kanye West, Bongo ByTheWay, Sunday Service Choir
- 2019 – Everything We Need di Kanye West, Ty Dolla Sign, Sunday Service Choir
- 2019 – Water di Kanye West, Sunday Service Choir
- 2020 – Thanks Ye di Consequence, Bongo ByTheWay, Kaycyy Pluto
- 2020 – Wonder Years di Noah Cyrus feat. Ant Clemons
- 2020 – My Oh My di Camila Cabello feat. DaBaby
- 2020 – Gifted di Cordae e Roddy Ricch
- 2020 – Baptize di Spillage Village, J.I.D, EarthGang